# 东京出入国在留管理局
東京出入国在留管理局（日语：／ Tōkyō shutsunyūkoku zairyū kanrikyoku */?）是一位於日本東京都港區的法務省地方支分部局，負責管轄包含東京都在內的10個都縣境內的入國事務。根據《出入國管理與難民認定法》的相關規定，該局主管的行政事務包含外國人入出國境事務、滯留、違反手續與難民相關事務的調查。其前身为“东京入国管理局”，2019年依据修订后的《出入国管理和难民认定法》和《法务省设置法》更为现名。

## 組織架構
- 東京入國管理局長（官職・入國審查官）
  - 次長2人（官職・入國審查官）
  - 審查監理官2人（官職・入國審查官）
  - 警備監理官2人（官職・入國警備官、階級・警備監）
  - 總務課
  - 職員課
  - 會計課
  - 用度課
  - 登錄室
  - 首席審查官10人（官職・入國審查官）
    - 審查管理擔當（審查管理部門）
    - 就業審查擔當（審查部門）
    - 留學・就學審查擔當（留學・就學審查部門）
    - 研修・短期滯留審查擔當（研修・短期滯留審查部門）
    - 永住審查擔當（永住審查部門）
    - 難民調查擔當（難民調查部門）
    - 違反審查擔當（違反審查部門）
    - 審判擔當（審判部門）
    - 實態調查擔當（實態調查部門）
    - 情報管理擔當（情報管理部門）

  - 首席入國警備官7人（官職・入國警備官）
    - 企劃管理擔當（企劃管理部門）
    - 調查企劃擔當（調查企劃部門）
    - 調查第一擔當（調查第一部門）
    - 調查第二擔當（調查第二部門）
    - 調查第三擔當（調查第三部門）
    - 事實調查擔當（調查第四部門）
    - 處遇擔當（處遇部門）
    - 執行擔當（執行第一部門、執行第二部門）

## 下轄支局與出張所
以粗體標示者表示該出張所配屬的首席審查官目前亦兼任所長職務。
- 本局
  - 水戶出張所
  - 宇都宮出張所
  - 高崎出張所
  - 埼玉出張所
  - 千葉出張所
  - 新宿出張所
  - 東部出張所
  - 立川出張所
    - 橫田分室

  - 新潟出張所
  - 甲府出張所
  - 長野出張所
- 成田機場支局
- 羽田空港支局[1]
- 橫濱支局
  - 川崎出張所

## 脚注
1. ↑  法務省組織令（平成12年政令第248号）第74条及び別表第2

## 外部連結
- 入国管理局ホームページ（页面存档备份，存于）
- 自動化ゲートの運用について（お知らせ）（页面存档备份，存于） 法務省入国管理局